# Взятие Матамороса (1913)
Взятие Матамороса (исп. Toma de Matamoros) — военная операция, проведенная 4 июня 1913 года войсками конституционалистов во время Мексиканской революции.
Матаморос, расположенный на границе с США, находился в руках федеральных сил (2000 человек), верных президенту Викториано Уэрте, и ими командовал полковник Фелисиано Ламонт. Для конституционалистских сил было важно захватить Матаморос из-за его доходов от таможни и как центра контрабанды оружия из Соединенных Штатов.
Подполковник Лусио Бланко, следуя инструкциям вождя конституционалистов Венустиано Каррансы, должен был вторгнуться из Нуэво-Леона и войти на территорию штата Тамаулипас. Под его командой было почти 1200 пехотинцев и 50 кавалеристов, а также самолет-триплан, конфискованный в Монтеррее. Триплан предполагалось собрать трем немецким механикам. Элемент неожиданности должен был стать ключевым моментом в проведении этой операции.
Лусио Бланко стал переправлять свои войска по железной дороге. Однако федеральные силы тайно следили за передвижениями каррансистов, поэтому их прибытие к Матаморосу не стало неожиданностью. Полковник Ламонт приказал батальону, усиленному двумя пулеметами, заблокировать путь поезду на подходе к городу. Когда эшелон карансистов остановился, Лусио Бланко высадил свою кавалерию из вагонов и приказал ей атаковать силы противника. Одновременно, высадив свою пехоту с другой стороны поезда, он переправил ее на дилижансах в городской район. Инженеры начали сборку самолета.
Федералы, отвлеченные боем с кавалерией, поздно заметили подход пехоты каррансистов, ударившей по ним с фланга, и были вынуждены отступить и укрепиться на рынке. Войска Лусио Бланко штурмовали рынок с севера и запада. В 18:00 федеральные силы сдались. Самолет был готов только по окончании боевых действий, поэтому на следующее утро его просто использовали для демонстрационного полета.
Взятие Матамороса позволило каррансистам получить необходимые средства, чтобы подкупить местную политическую элиту и перетянуть ее на свою сторону.

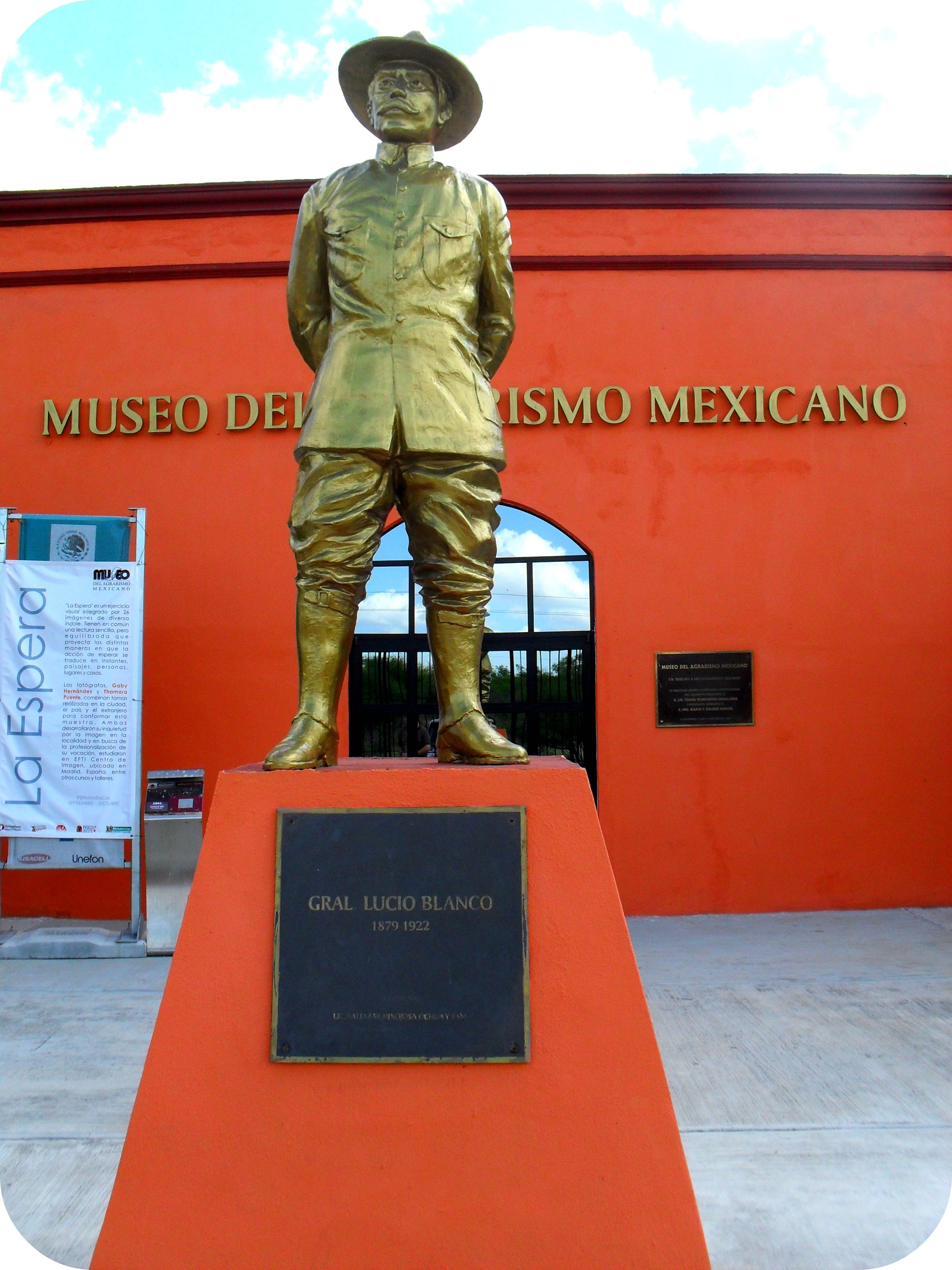
Памятник Л. Бланко в Матаморосе

Более значимым событием стало создание аграрной комиссии, которая в августе 1913 года приступила к разделу асьенды, принадлежавшей Феликсу Диасу, племяннику Порфирио Диаса, и наделению крестьян землей. Благодаря распределению земли Лусио Бланко вошел в историю Мексики как аграрный пионер в этом вопросе.